# 里奥夸尔托
33°8′S 64°21′W / 33.133°S 64.350°W

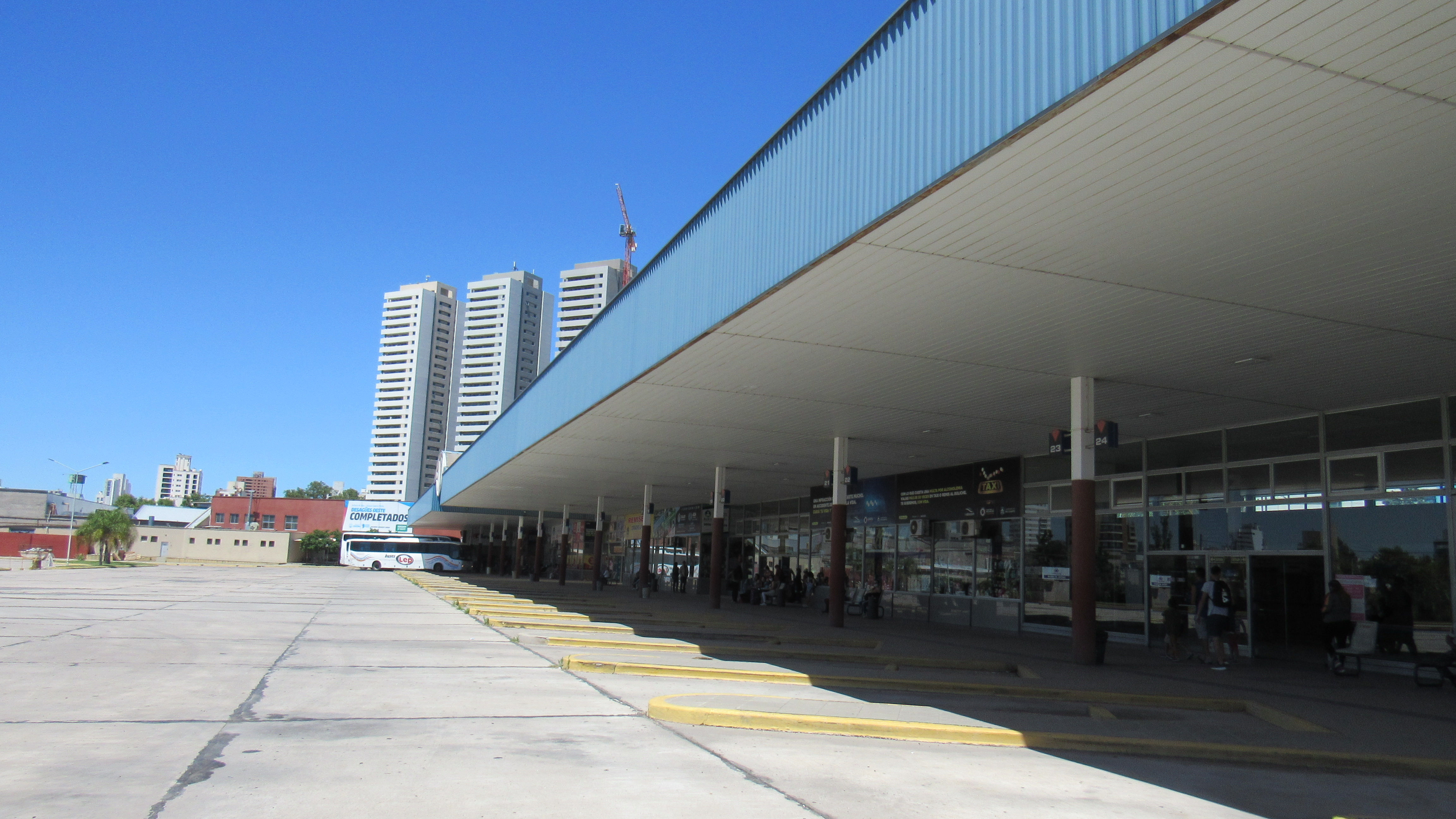
里奥夸尔托

里奥夸尔托（西班牙語：Río Cuarto）是位于阿根廷科尔多瓦省南端的一座城市。里奥夸尔托人口数144,021（2001年），占地面积64.25平方公里，海拔452米，是重要的商业、农业中心。